# Litecoin
A litecoin egy nyílt forráskódú digitális fizetőeszköz (ún. kriptovaluta), amelyet 2011. október 7-én Charles Lee (korábban a Google alkalmazottja volt) tett közzé a GitHubon.
Az elnevezés vonatkozik továbbá a fizetőeszközt kezelő nyílt forráskódú szoftverre, és az azzal létrehozott elosztott hálózatra is. A litecoin számos hasonlóságot mutat a bitcoinnal, a köztük levő legfontosabb különbség az új blokkok generálásához használt kriptográfiai algoritmusban van.
A bitcoinhoz hasonlóan a litecoin nem függ központi kibocsátóktól és hatóságoktól. A litecoin a peer-to-peer hálózat csomópontjai által tárolt elosztott adatbázisra támaszkodik. Az adatbázis tartalmazza a fizetések adatait, garantálva az elektronikus fizetőeszközökkel szembeni alapvető követelményeket. A biztonságot digitális aláírások és proof-of-work rendszer adja.
A litecoinok biztonságosan tárolhatók egy pénztárcafájlban, személyi számítógépen, mobiltelefonon, külső adathordózókon, vagy felhő alapú szolgáltatóknál, küldésükhöz és fogadásukhoz pedig csak a küldő illetve a fogadó litecoin címe szükséges. A peer-to-peer felépítés és a központi irányítás hiánya megakadályozza bármilyen hatóság számára, hogy a forgalomban levő pénzmennyiséget és tranzakciókat kontrollálja vagy befolyásolja, ami lehetetlenné teszi a manipulációt és infláció gerjesztését.
Nem hivatalos jellege miatt ISO kódja nincs, de általánosan használt megjelölése az LTC.
Az egyik legnagyobb különbség a bitcoin és a litecoin között a teljes kínálat terén keresendő. A bitcoin hálózatán soha nem lehet több mint 21 millió coin, míg a litecoin esetében ez a szám 84 millió. Elméletben óriási előnynek tűnik, bár a való világi hatása elhanyagolható. Ez azért van, mert mind a két coin milliószorosára osztható. Az oszthatóság azért fontos, mert segítségével a felhasználók nagyon olcsó termékeket és szolgáltatásokat is meg tudnak vásárolni attól függetlenül, hogy milyen magasan jár egy egység BTC vagy LTC árfolyama.
2022 júliusában jelentette be a kereskedési volumen tekintetében vezető Binance, hogy nem támogatja a Litecoin MimbleWimble Extensions Block (MWEB) funkciót az LTC lehívásoknál és letételhelyezéseknél. A döntés okaként biztonsági problémákat jelöltek meg. A MWEB 2022. május 19-én került fel a Litecoin hálózatára, aminek segítségével a LTC-t utalók tudnak a tárcájukból bármely címre LTC-t küldeni, hogy nem kell felfedniük személyes adataikat.

## Összehasonlítás a bitcoinnal
| A Litecoin és a Bitcoin jellemzői        | A Litecoin és a Bitcoin jellemzői   | A Litecoin és a Bitcoin jellemzői   |
| Tulajdonság                              | Litecoin                            | Bitcoin                             |
| ---------------------------------------- | ----------------------------------- | ----------------------------------- |
| Maximális mennyiség                      | 84 millió                           | 21 millió                           |
| Algoritmus                               | Scrypt                              | SHA-256                             |
| Blokk átlagos időtartama                 | 2,5 perc                            | 10 perc                             |
| Nehézség újraszámítása                   | 2016 blokkonként                    | 2016 blokkonként                    |
| Blokk-jutalom változása                  | felezodés minden 840000. blokk után | felezodés minden 210000. blokk után |
| Kezdeti jutalom                          | 50 LTC                              | 50 BTC                              |
| Alapítás dátuma                          | 2011. október 11.                   | 2009. január 3.                     |
| Alapító neve                             | Charles Lee                         | Satoshi Nakamoto                    |
| Piaci kapitalizáció (2015. november. 1.) | 162 millió $                        | 4,6 milliárd $                      |